# Susanna Salonen
Susanna Salonen (* 1966 in Lahti, Finnland) ist eine finnisch-deutsche Kamerafrau, Regisseurin, Drehbuchautorin und Grimme-Preisträgerin.

## Leben
Susanna Salonen wurde 1966 in Finnland geboren und wuchs ab 1973 in Lübeck auf, wo sie 1986 die Schule mit Abitur abschloss.
Erste Filmerfahrungen sammelte sie 1988 als zweite Kameraassistentin bei dem Spielfilm Cha Cha Cha von Mika Kaurismäki. Danach arbeitete sie als Beleuchterin und Kameraassistentin bei Dokumentar- und bei Spielfilmen.
Ihre erste Regiearbeit A Tokyo Fusebox entstand eher zufällig bei einer Reise nach Japan 1998 und erzählt essayistisch von ihren Erfahrungen als Hostess in einem Hostess-Club im Tokioter Unterhaltungsviertel Roppongi und vom Leben als Ausländer in Tokyo. Der Film wurde im Forum der Berlinale 1999 uraufgeführt.
Der nächste Film Monsoonregen beschreibt tagebuchartig eine Fahrt mit öffentlichen Verkehrsmitteln von Phuket über Kambodscha und Vietnam bis Hongkong. Entlang der Reiseroute trifft Salonen auf sehr unterschiedliche Lebenswelten, beispielsweise ehemalige Soldaten der Roten Khmer in Kambodscha oder westliche Statisten bei Fernseh-Gameshows in Hong Kong.
Es folgten die Dokumentarfilme Shea Surfergirl, Red und Blues und die autobiografische Erzählung Der Anfang war gut.
Bei dem Fernseh-Event 24 Stunden Berlin begleitete sie den regierenden Bürgermeister Klaus Wowereit. Salonen arbeitet als Regisseurin und als Kamerafrau. Sie ist Mitglied der deutschen Filmakademie.
Für den Spielfilm Patong Girl, zu dem sie auch das Drehbuch schrieb, und der auf ihrer Zeit als Tauchlehrerin im thailändischen Phuket basiert, wurde sie 2016 mit dem Grimme-Preis ausgezeichnet.
Im Sommer 2020 begleitete Salonen als Kamerafrau an Bord des deutschen Eisbrechers Polarstern den vierten Fahrtabschnitt der MOSAiC-Expedition und machte dabei Aufnahmen für die UFA Show & Factual-Produktion Expedition Arktis.

## Filmografie (Auswahl)
- 1999: A Tokyo Fusebox – Dokumentarfilmregie / Kamera
- 2000: Monsoonregen – Dokumentarfilmregie / Kamera
- 2002: Shea Surfergirl – Dokumentarfilmregie / Kamera
- 2004: Red und Blues – Dokumentarfilmregie / Kamera
- 2006: Der Anfang war gut – Dokumentarfilmregie / Kamera
- 2008: 24 Stunden Berlin – Klaus Wowereit – Dokumentarfilmregie / Kamera
- 2012: Man for a Day – Kamera
- 2012: Beziehungsweisen – Kamera
- 2013: Die Arier – Kamera
- 2014: Patong Girl – Spielfilmregie und Drehbuch
- 2018: Ausgerechnet Sylt – Fernsehfilmregie[8]
- 2020: Expedition Arktis – Kamera
- 2022: Der Spalter – Fernsehfilmregie
- 2025: Wie die Liebe geht – Kamera